# Zipper Catches Skin
Zipper Catches Skin (с англ. — «Молния цепляет кожу») — седьмой студийный альбом американского рок-исполнителя Элиса Купера, выпущенный 25 августа 1982 года лейблом Warner Bros. Records. Альбом отмечает возвращение Дика Вагнера в группу. Zipper…, созданный Купером и басистом Эриком Скоттом, выполнен в стилях поп-рок и новой волны предыдущих альбомов (Special Forces или Flush the Fashion) с меньшим упором на резкие риффы, но со значительным саркастически-комическим уклоном в лирике и в целом современным звуком.
Альбом, как и последующий DaDa 1983 года, был записан в то время, когда Элис Купер из-за злоупотребления крэка-кокаина говорит, что ничего не помнит. Более того, он даже не имел особой огласки, фактически не сопровождался никаким туром и песни ни разу не исполнялись вживую.
Несмотря на широкое международное распространение, в сопровождении сингла «I Am the Future» альбом остался почти незамеченным, практически не фигурируя в чартах как Европы, так и в США, будучи первым альбомом Купера, который вышел из американских чартов после Easy Action (1970 г.). Вышеупомянутый сингл «I Am the Future», написанный Гэри Осборном и Лало Шифрином, был включён в саундтрек к фильму «Класс 1984».

## Об альбоме
Альбом был спродюсирован басистом Эриком Скоттом совместно с Элисом Купером. Купер смешал музыку новой волны и поп-рока в своём хард-рок-стиле, пытаясь идти в ногу с меняющимися музыкальными тенденциями. Скотт заявил, что альбом «должен был быть скудным, урезанным и без излишеств. Панковатый и дерзкий». В то время Купер описывал Zipper Catches Skin следующими словами: 

Полностью убивающая. Настоящий хардкор. То, чем я занимаюсь, всегда было во многом похоже на это. На самом деле, я придумал пару песен, которые были ремейками других песен, просто для того, чтобы атаковать клише. На этом альбоме нет клише, и я сделал это по определенной причине. Рок-н-ролл прямо сейчас переполнен клише.
 Купер описал свою фотографию на задней обложке альбома как «очень по Haggar Clothing. Я хорошо выгляжу. Я выгляжу словно из страниц GQ, только я застегиваю штаны, и вы можете видеть явную боль на моём лице».
Дик Вагнер, покинувший студию во время записи на полпути, описал Zipper Catches Skin как «быстрый альбом для гонок» и «кошмар, вызванный наркотиками». Позже Вагнер показал в фрагменте удалённых сцен документального фильма 2014 года «Супер-пупер Элис Купер», что Элис в то время курил крэк-кокаин, и за микрофоном для записи была установлена занавеска с табуреткой, на которой он держал свою трубку для крэка; он и другие участники группы пробирались за занавеску, чтобы дунуть между дублями записи.
Zipper Catches Skin — второй из трёх альбомов, о которых Купер имеет нечёткие воспоминания, — предыдущий альбом Special Forces и следующий альбом DaDa, — поскольку он не помнит, как записывал их из-за злоупотребления психоактивными веществами, хотя ему удалось снять телевизионную рекламу, предназначенную для продвижения Zipper… в то время. Купер заявил: «Я написал их, записал и гастролировал с ними, и я почти ничего из этого не помню», хотя на самом деле он гастролировал только с материалом из Special Forces. Не было никакого тура для продвижения альбома Zipper…, и ни одна из его песен никогда не исполнялась вживую. Несмотря на это, Купер сказал, что гордится музыкой и удивлён, насколько она хороша, несмотря на его состояние в то время. Также выразил желание, чтобы альбомы были в какой-то степени «перезаписаны»: 

На самом деле я хотел бы вернуться и перезаписать эти три альбома, потому что я никогда не отдавал им должного. Мне нравятся эти песни — я просто не помню, чтобы писал их. Моё подсознание писало несколько довольно хороших песен! Например, есть «Zorro’s Ascent» и «No Baloney Homosapiens», где сейчас я говорю: «Вау, это умно!».

## Отзывы критиков
| Оценки критиков | Оценки критиков |
| Источник        | Оценка          |
| --------------- | --------------- |
| AllMusic        | [ 1 ]           |

Несмотря на то, что его первый сингл «I Am the Future» был показан в фильме «Класс 1984» в качестве тематической песни, а Пэтти Донахью из The Waitresses появилась на другом сингле «I Like Girls», Zipper Catches Skin не попал в чарты в большинстве стран, в том числе в США, где он стал первым альбомом Купера, который не попал в топ Billboard 200 со времён Easy Action. В обзоре, посвящённом 30-летию, «Ultimate Classic Rock» описал его как «необычный гибрид The Knack и The Cars».
Отзыв Дональда А. Гуариско на AllMusic пишет: «…хотя это и не имеет успеха на уровне Billion Dollar Babies или Welcome to My Nightmare, это удивительно слушаемо. Темы написания песен — одни из самых необычных в карьере Купера, что говорит о многом: „Tag, You’re It“ — это в основном пародия на слэшеры, в то время как „Zorro’s Ascent“ изображает самого известного в мире фехтовальщика, стоящего лицом к лицу со смертью. Однако самая странная из этих песен — „I’m Alive (That Was the Day My Dead Pet Returned to Save My Life)“, которая говорит сама за себя. Эти тексты часто слишком милы для их же блага, но это эффективно компенсируется хорошо продуманной, мелодичной музыкой, которая их поддерживает. Куперу также помогает энергичное и энергичное выступление группы, которая превращает такие мелодии, как „I Better Be Good“ и „Remarkably Insincere“, в эффективное сочетание риффов хард-рока и ритмов стаккато нью-вейва. В то время как экспериментальный дух, который движет этими песнями, освежает, ни одна из песен никогда не звучит так, чтобы создать целостный альбом, и ни одна из песен не является достаточно сильной, чтобы присоединиться к рядам классики, такой как „School’s Out“ или „No More Mr. Nice Guy“. Тем не менее, Zipper Catches Skin содержит достаточно солидных песен, чтобы сделать его достойным прослушивания для хардкорных поклонников Элиса Купера».

## Список композиций
Все тексты написаны Элисом Купером.
| №                   | Название                                                            | Автор(-ы)                                          | Длительность |
| ------------------- | ------------------------------------------------------------------- | -------------------------------------------------- | ------------ |
| 1.                  | «Zorro's Ascent»                                                    | Элис Купер, Джон Нитцингер, Билли Стил, Эрик Скотт | 3:56         |
| 2.                  | «Make That Money (Scrooge's Song)»                                  | Э. Купер, Дик Вагнер                               | 3:30         |
| 3.                  | «I Am the Future»                                                   | Гэри Осборн, Лало Шифрин                           | 3:29         |
| 4.                  | «No Baloney Homosapiens (For Steve & E.T.)»                         | Э. Купер, Д. Вагнер                                | 5:06         |
| 5.                  | «Adaptable (Anything for You)»                                      | Э. Купер, Б. Стил, Э. Скотт                        | 2:56         |
| 6.                  | «I Like Girls»                                                      | Э. Купер, Дж. Нитцингер, Э. Скотт                  | 2:25         |
| 7.                  | «Remarkably Insincere»                                              | Э. Купер, Дж. Нитцингер, Э. Скотт                  | 2:07         |
| 8.                  | «Tag, You're It»                                                    | Э. Купер, Дж. Нитцингер, Э. Скотт                  | 2:54         |
| 9.                  | «I Better Be Good»                                                  | Э. Купер, Д. Вагнер, Э. Скотт                      | 2:48         |
| 10.                 | «I'm Alive (That Was the Day My Dead Pet Returned to Save My Life)» | Э. Купер, Д. Вагнер, Э. Скотт                      | 3:13         |
| Общая длительность: | Общая длительность:                                                 | Общая длительность:                                | 32:25        |

- Примечания: В оригинальной версии полноформатной пластинки, первая сторона содержит треки 1-4; вторая сторона 5-10.

## Участники записи
| Группа Элиса Купера - Элис Купер — вокал, синтезатор - Дик Вагнер — гитара - Майк Пинера — гитара - Эрик Скотт — бас-гитара - Ян Увена — барабаны, перкуссия | Производственный персонал - Джон Нитцингер — гитара - Билли Стил — гитара - Дуэйн Хитчингс — синтезатор - Крэйг Крампф — перкуссия - Фрэнни Голд, Джоанна Харрис, Фло и Эдди — вокал - Патти Донахью — приглашённый вокал на «I Like Girls» |